# Albracca
Albracca (chiamata anche Albraca o Albrace) è la principale città del Catai nei poemi epico-cavallereschi Orlando innamorato di Matteo Maria Boiardo e Orlando furioso di Ludovico Ariosto.
Nella storia si tratta della città fortificata in cui Angelica e i cavalieri che ha conosciuto si rifugiano quando vengono attaccati da Agricane, imperatore della Tartaria. Angelica è qui assediata col padre quando questi manda Sacripante da Gradasso, re di Sericana e di Nabatea, per ottenerne l'aiuto.
Gli studiosi hanno identificato Albracca con l'attuale Bukhara, in Uzbekistan, anche perché l'assedio di Albracca da parte di Agricane descritto da Boiardo ricorda quello di Bukhara ad opera di Gengis Khan, avvenuto nel 1220.